# Wierzbicki Péter
Wierzbicki Péter, Wierzbiczky (Stary Sącz, Lengyelország, 1794. július 29. – Oravica, 1847. február 5.) lengyel származású botanikus, gyógyszerész és sebészmester, tanár. 
Botanikai szakmunkákban nevének rövidítése: „Wierzb.”.

## Életrajza
1794-ben született Galíciában. Életéről igen kevés adat maradt fenn. 1819-ben Magyaróváron Liebbald Gyula Tamás mellett dolgozott. 1820–1822-ben és 1823–1826-ban a keszthelyi Georgikonban tanított mint a technológia és a vegytan helyettes, majd ezeknek és az állatgyógyászatnak rendes tanára. 
Az 1820-as évek végétől Oravicán működött, valószínűleg bányaorvosként. 1819-től rendszeresen folytatta jelentős flórakutatói tevékenységét. Itt írta meg a kéziratban maradt Flora Mosoniensis-ét, amelyben különösen a Hanság flórájáról közölt adatokat. 
Keszthelyen Szenczy Imrével és Hutterrel gyűjtötte össze a köznyék növényeit. A Bánátban Heuffel Jánossal folytatta flórakutató munkáját.
Kutatásairól készült munkái mindmáig kéziratban maradtak (Elenchus plantarum Banaticarum anni 1837 et 1842; Verzeithnis derjenigen phanerogamen Pflanzen, welche im Banate seit dem Eischeinen von A. Rochel’s botanischer Reise in das Banat im Jahre 1835 von P. W. wildwachsend vorgefunden worden sind, 1845).